# Confederación Greco-Serbia
La idea de una confederación greco-serbia ha existido desde hace bastante tiempo, debido a los lazos amistosos y alianzas históricas entre griegos y serbios. Las dos naciones han pasado por vicisitudes históricas muy similares, han tenido enemigos a menudo comunes y el hecho de compartir la religión ortodoxa en el avispero balcánico han ayudado a forjar una amistad y simpatía mutuas sobre las que se han basado las ideas de una confederación.

## Antecedentes

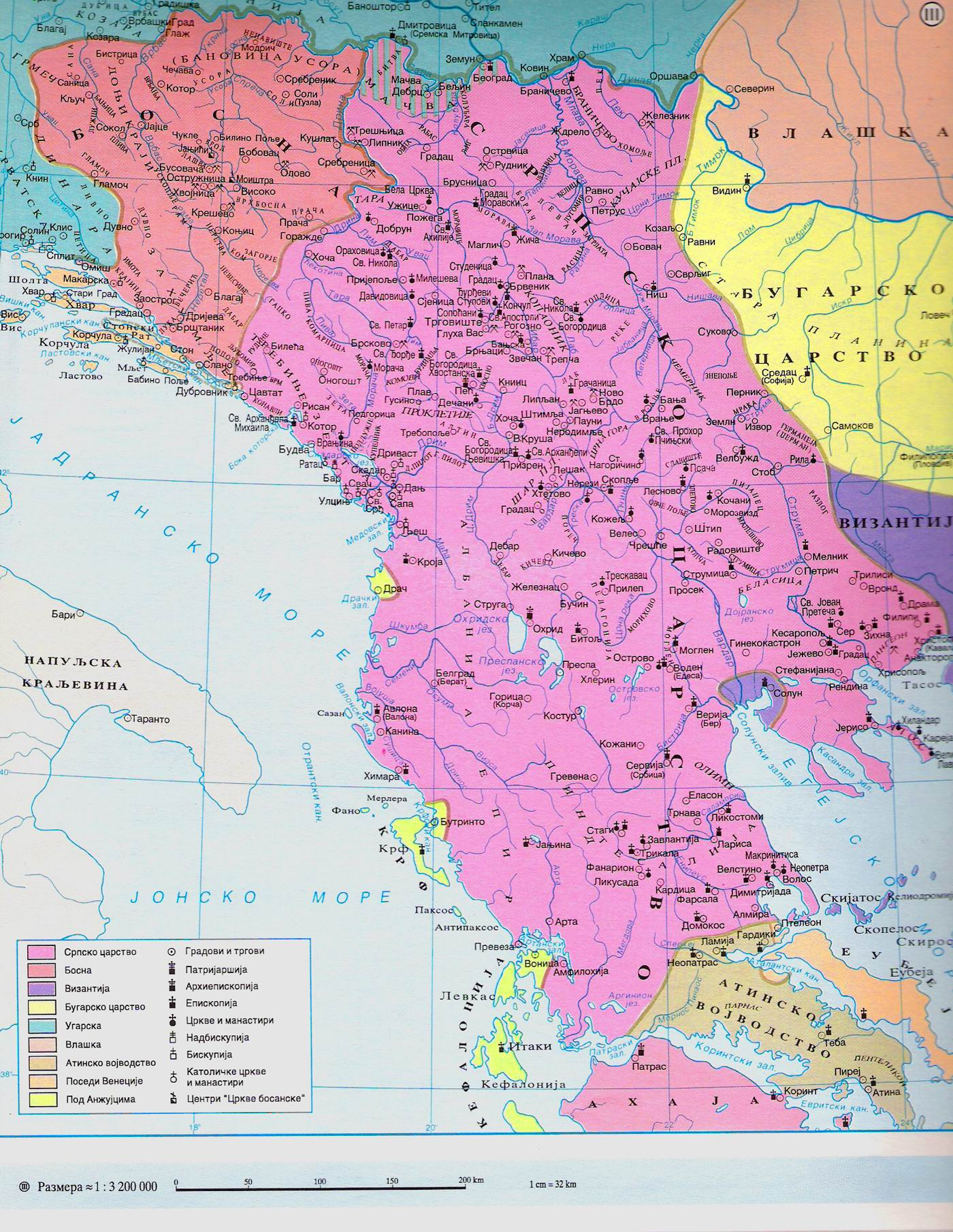
Imperio de Stefan Uroš IV Zar de serbios y griegos

La idea de una confederación greco-serbia ha existido desde hace bastante tiempo. Durante la Edad Media, el Imperio Griego de Bizancio incluía Grecia y partes de la Serbia moderna, aparte de otros territorios, y tenía como capital Constantinopla (la actual Estambul). Durante el siglo XIV, la mayor parte de Grecia continental perteneció al Imperio Serbio del emperador Stefan Dusan, que había aprendido griego durante su estancia en Constantinopla y que había adquirido conocimientos sobre la por aquel entonces superior cultura griega. Dusan conquistó la mayor parte de Grecia continental y se auto-proclamó en 1346 "emperador de los serbios, griegos, búlgaros y albaneses".

A principios del siglo XIX, los griegos se rebelaron contra el yugo otomano en la llamada Revolución Griega, que generó la guerra de Independencia de Grecia (1821-1830). El ejemplo griego fue imitado por los serbios, que a su vez se alzaron en armas contra los turcos para lograr su independencia. En esos años, la idea de una confederación balcánica que incluyera, principalmente a serbios y griegos volvió a tomar forma.
Durante la primera guerra balcánica (1912), Grecia y Serbia lucharon unidas contra Turquía, y en la segunda guerra balcánica (1913), volvieron a luchar juntas contra Bulgaria. Ambas experiencias volvieron a poner sobre la mesa la idea de un destino común para dos naciones que durante siglos habían pasado por las mismas situaciones, habían luchado contra los mismos enemigos, y tenían los mismos objetivos.
Durante la Segunda Guerra Mundial, los nazis lanzaron la Operación Marita, que suponía la conquista de Yugoslavia y Grecia. Ambas naciones sucumbieron y fueron ocupadas por los alemanes. De nuevo, un mismo destino unía a las dos naciones. En ambos países se organizó el movimiento de Resistencia de los partisanos: ambas guerrillas se dieron soporte mutuo durante la ocupación nazi, así como durante la posterior guerra civil griega (1944-1949).
Sólo durante la Guerra Fría los destinos de Grecia y Serbia difirieron: mientras que Grecia pertenecía al Bloque Occidental, adoptaba una economía capitalista y era miembro de la OTAN, Serbia estaba dentro de la Yugoslavia socialista y, por tanto, dentro de los Países No Alineados. Sin embargo, al caer el Muro de Berlín en 1989 y al aparecer los primeros síntomas de secesionismo en los Balcanes, ambos países vuelven a apoyarse.

## Los años 90
Por un lado, la opinión pública griega respalda casi por completo a Serbia en sus guerras contra Croacia primero, contra Bosnia después y contra los albaneses de Kosovo por último. Grecia ayuda a Serbia con armas, alimentos y petróleo, filtra al mando militar serbio informaciones secretas de la OTAN (organización de la que es miembro), impone un embargo económico a la anteriormente conocida como Antigua República Yugoslava de Macedonia, y finalmente, el Servicio de Inteligencia Griego (KYP) envía voluntarios y paramilitares griegos a luchar junto con los serbios; los voluntarios griegos se integran el Ejército regular serbio y participan en la conquista de Srebrenica (en la ciudad conquistada se alzan las banderas de Grecia y Serbia lado a lado), y en el genocidio de 7000 musulmanes en esa ciudad.
Por otro lado, se establecen vínculos económicos entre los dos países: numerosas empresas griegas ayudan financieramente a las finanzas de la República Serbia mediante la compra de muchas compañías estatales, Chipre se convierte en la base de operaciones financieras de muchos jerarcas del régimen serbio, y Grecia acoge a centenares de miles de refugiados e inmigrantes serbios.
Ya en 1992, el presidente serbio Slobodan Milošević propone oficialmente a Grecia la unión de los dos países en un único Estado confederado. Según el plan, la Antigua República Yugoslava de Macedonia (hoy Macedonia del Norte) sería dividida en dos partes: el norte para Serbia y el sur para Grecia. La propuesta de Milosevic, sin embargo, es rechazada por el gobierno griego, que no quiere poner en riesgo su estatus privilegiado como único país balcánico miembro de la OTAN y de la Unión Europea. La idea sin embargo, tiene una gran repercusión en los medios de comunicación de los dos países. La idea de la confederación se lanza de nuevo en marzo de 1994, y la subscriben primeras figuras del régimen de Milosevic como Radovan Karadzic y Vojislav Seselj. No llega a ratificarse, pero la idea sigue bajo observación durante años.
Hoy en día, los políticos más radicales de ambos países son partidarios de algún tipo de unión "especial" entre los dos países; algo que de facto ya existe a varios niveles.
- Datos: Q2617598
- Multimedia: Relations of Greece and Serbia / Q2617598